# Sandabotnafjall
Sandabotnafjall är ett berg i republiken Island. Det ligger i regionen Norðurland eystra, 290 km nordost om huvudstaden Reykjavík. Toppen på Sandabotnafjall är 696 meter över havet.
Trakten runt Sandabotnafjall är nära nog obefolkad, med mindre än två invånare per kvadratkilometer. Närmaste större samhälle är Reykjahlíð, omkring 10 kilometer sydväst om Sandabotnafjall. Trakten runt Sandabotnafjall består i huvudsak av gräsmarker.